# Aloysius Maryadi Sutrisnaatmaka

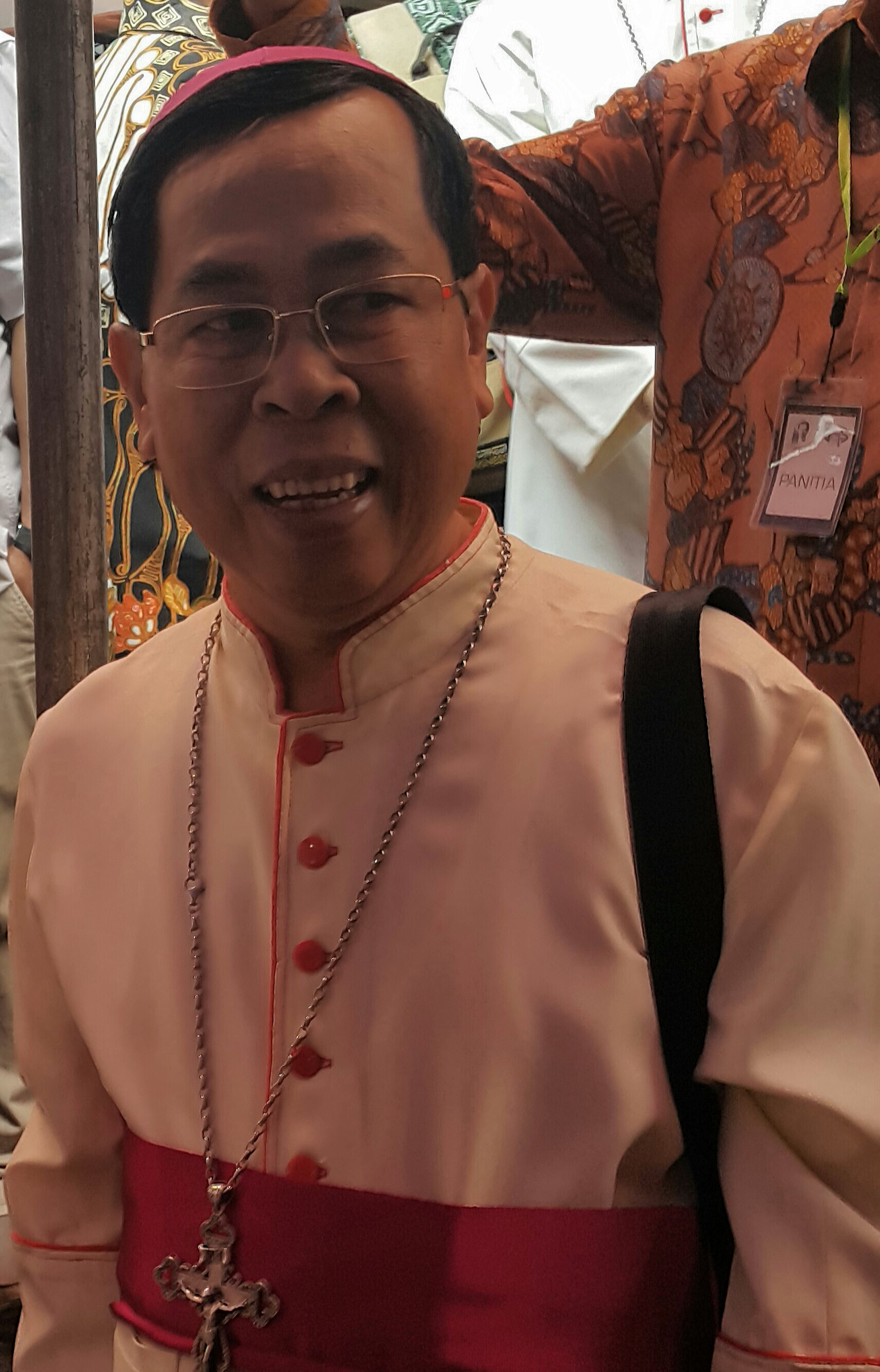
Aloysius Maryadi Sutrisnaatmaka, 2017

Aloysius Maryadi Sutrisnaatmaka MSF (* 18. Mai 1953 in Wedi) ist ein indonesischer Priester und Bischof von Palangkaraya.

## Leben
Aloysius Maryadi Sutrisnaatmaka trat der Ordensgemeinschaft der Missionare von der Heiligen Familie bei und der Erzbischof von Semarang und Militärvikar von Indonesien, Justinus Kardinal Darmojuwono, weihte ihn am 6. Januar 1981 zum Priester. Papst Johannes Paul II. ernannte ihn am 23. Januar 2001 zum Bischof von Palangkaraya.
Der Erzbischof von Jakarta und Militärbischof von Indonesien, Julius Riyadi Kardinal Darmaatmadja SJ, weihte ihn am 7. Mai desselben Jahres zum Bischof; Mitkonsekratoren waren Hieronymus Herculanus Bumbun OFMCap, Erzbischof von Pontianak, und Florentinus Sului Hajang Hau MSF, Bischof von Samarinda.